# Szojuz TMA–13
A Szojuz TMA–13 a Szojuz TMA orosz háromszemélyes űrhajó űrrepülése volt 2008–2009-ben. Ez volt a 43. emberes repülés a Nemzetközi Űrállomásra (ISS).

## Küldetés
A 18. hosszú távú cserelegénységet és egy űrturistát szállított az ISS fedélzetére. A tudományos és kísérleti feladatokon túl az űrhajók cseréje volt szükségszerű.

## Jellemzői
2008. október 12-én a Bajkonuri űrrepülőtér indítóállomásról egy Szojuz–FG juttatta Föld körüli, közeli körpályára. Több pályamódosítást követően október 14-én a Nemzetközi Űrállomást (ISS) automatikus vezérléssel megközelítette, majd sikeresen dokkolt. Az orbitális egység pályája 88,8 perces, 51,6 fokos hajlásszögű, elliptikus pálya-perigeuma 201 kilométer, apogeuma 260 kilométer volt.
A személyzet fő célja az űrállomás előkészítése hat személy egyidejű ott-tartózkodására. Bajkonurból indították 2008. október 12-én reggel. Egyes források szerint ez volt a Szojuz űrhajó századik emberes űrrepülése, de csak akkor, ha beleszámítunk két, a Föld körüli pálya elérése előtt megszakadt repülést (Szojuz–18A és Szojuz T–10–1), valamint egy üresen indított, de emberekkel visszaérkező űrhajót is (Szojuz–34).
A küldetés harmadik űrhajósa Richard Garriott, Owen Kay Garriott amerikai űrhajós fia, ő a második ember a világűrben, akinek az apja is járt ott (az első Szergej Alekszandrovics Volkov, akivel Garriott egyébként együtt fog földet érni). A repülés ára 30 millió USD volt, mert a tervek szerint Garriott – első magán-űrhajósként – egy űrsétát is végrehajtott volna, de erre végül nem került sor.
2009. április 8-án Zsezkazgan városától hagyományos visszatéréssel, a tervezett leszállási körzettől mintegy 140 kilométerre ért Földet. Összesen 178 napot, 00 órát, 13 percet és 37 másodpercet töltött a világűrben. 2800 alkalommal kerülte meg a Földet.

## Személyzet

### Indításkor
- Jurij Loncsakov (3), parancsnok,  Oroszország
- Michael Fincke (2), fedélzeti mérnök,  Egyesült Államok
- Richard Garriott (1),  Egyesült Államok

### Leszálláskor
- Jurij Valentyinovics Loncsakov (3), parancsnok,  Oroszország
- Edward Michael Fincke (2), fedélzeti mérnök,  Egyesült Államok
- Charles Simonyi (2), űrturista,  Magyarország /  Amerikai Egyesült Államok

### Tartalék személyzet
- Gennagyij Ivanovics Padalka parancsnok  Oroszország
- Michael Reed Barratt fedélzeti mérnök  Egyesült Államok
- Nik Halik űrturista  Ausztrália